# Aristea pusilla
Aristea pusilla är en irisväxtart som först beskrevs av Carl Peter Thunberg, och fick sitt nu gällande namn av Ker Gawl. Aristea pusilla ingår i släktet Aristea och familjen irisväxter. Inga underarter finns listade i Catalogue of Life.